# 샨르우르파스포르
샨르우르파 SK(튀르키예어: Şanlıurfa S.K.)는 튀르키예의 축구 클럽으로, 샨르우르파를 연고로 하고 있다. 현재 튀르키예의 2부 리그인 TFF 1. 리그에 참가하고 있다.

## 선수 명단

### 현역
- 호아퀸 아르다이즈(2023 ~ )
- 마르쿠 파이샹(2024 ~ )